# Gwardeiskoje (Kaliningrad)
Gwardeiskoje (russisch Гвардейское, deutsch Mühlhausen, Kreis Preußisch Eylau) ist ein Dorf im Südwesten der russischen Oblast Kaliningrad im Rajon Bagrationowsk. Er gehört zur kommunalen Selbstverwaltungseinheit Stadtkreis Bagrationowsk.

## Geographische Lage
Das Kirchdorf liegt in der historischen Region Ostpreußen, rechts der Beisleide, etwa 30 Kilometer südlich von Kaliningrad und zehn Kilometer nördlich von Bagrationowsk (Preußisch Eylau). 

## Geschichte

Mühlhausen, südlich von Königsberg und östlich des Frischen Haffs (auf der Höhe von Heiligenbeil), auf einer Landkarte von 1910.

Der vor 1945 Mühlhausen genannte Ort wurde in der ersten Hälfte des 14. Jahrhunderts gegründet und ist damit eine der ältesten Siedlungen in Natangen. 1414 wurde sie schon als „kleine Stadt“ bezeichnet.
Ab 1468 war Mühlhausen im Besitz der Familie von Kunheim, nachdem es der Orden dem aus Lothringen stammenden Ritter und Ordens-Landrichter Daniel von Kunheim († 1507) für während des Dreizehnjährigen Kriegs (1454–1466) geleistete Dienste übertragen hatte. Sein Enkel Georg Wilhelm von Kuenheim war mit Margarete Luther, einer Tochter des Martin Luther, verheiratet (an ihrer Wiege soll der Reformator das Weihnachtslied „Vom Himmel hoch, da komm ich her“ 1534 gedichtet haben).
Im Jahre 1645 ging das Gut Mühlhausen an die Familien von Kalckstein über. Im Jahr 1785 wird Mühlhausen als ein adliges Dorf mit einer Kirche, einer Wassermühle und 42 Feuerstellen (Haushaltungen) bezeichnet, das sich im Besitz des Generals v. Kalkstein befindet. Bis 1826 war in dem adligen Dorf Mühlhausen die Regulierung der bäuerlichen Verhältnisse abgeschlossen.
Am 7. Mai 1874 wurde aus der Landgemeinde Mühlhausen und dem Gutsbezirk Knauten der Amtsbezirk Knauten gebildet. Im Mai 1930 wurde diesem Amtsbezirk die Landgemeinde Vierzighuben hinzugefügt. Als am 1. Juni 1936 die Gemeinde Knauten in die Gemeinde Mühlhausen eingegliedert wurde, erhielt der Amtsbezirk Knauten die Umbenennung in Amtsbezirk Mühlhausen. Bis 1945 bildeten die beiden Gemeinden Mühlhausen und Vierzighuben diesen Amtsbezirk.
Im Jahre 1910 zählte Mühlhausen 585 Einwohner. Die Zahl stieg bis 1933 auf 968 und betrug 1939 noch 941. 
Bis 1945 gehörte Mühlhausen zum Landkreis Preußisch Eylau im Regierungsbezirk Königsberg in der preußischen Provinz Ostpreußen des Deutschen Reichs.
Gegen Ende des Zweiten Weltkriegs besetzte im Frühjahr 1945 die Rote Armee die Region. Nach Einstellung der Kampfhandlungen wurde Mühlhausen zusammen mit der nördlichen Hälfte Ostpreußens von der Sowjetunion besatzungsrechtlich in eigene Verwaltung genommen. 
Nach Übernahme der Verwaltung durch die sowjetische Administration erhielt der Ort 1947 die Bezeichnung Gwardeiskoje und wurde gleichzeitig Sitz eines Dorfsowjets. Von 2008 bis 2016 war Gwardeiskoje Sitz einer Landgemeinde.

### Gwardeiski selski Sowet/okrug 1947–2008
Der Dorfsowjet Gwardeiski selski Sowet (ru. Гвардейский сельский Совет) wurde im Juni 1947 eingerichtet. Nach dem Zerfall der Sowjetunion bestand die Verwaltungseinheit als Dorfbezirk Gwardeiski selski okrug (ru. Гвардейский сельский округ). Im Jahr 2008 wurden die verbliebenen neun Orte des Dorfbezirks in die neu gebildete Landgemeinde Gwardeiskoje selskoje posselenije übernommen.
| Ortsname                    | Name bis 1947/50                               | Bemerkungen |
| --------------------------- | ---------------------------------------------- | --- |
| Bruski (Бруски)             | Louisenthal                                    | Der Ort wurde 1950 umbenannt und verlor vermutlich vor 1975 seine Eigenständigkeit.                                |
| Gwardeiskoje (Гвардейсккое) | Mühlhausen                                     | Verwaltungssitz |
| Ljubimowo (Любимово)        | Wisdehnen                                      | Der Ort wurde 1950 umbenannt und vor 1975 verlassen.                                                               |
| Moskowskoje (Московское)    | Gut Schrombehnen                               | Der Ort gehörte zunächst zu Strelnja und wurde vor 1975 in Moskowskoje umbenannt.                                  |
| Nekrassowo (Некрасово)      | Wöterkeim und Moddien                          | Der Ort wurde 1947 umbenannt und vor 1988 verlassen.                                                               |
| Newskoje (Невское)          | Fabiansfelde und Groß Lauth                    | Der Ort wurde 1947 umbenannt.                                                                                      |
| Ossinowka (Осиновка)        | Konitten                                       | Der Ort wurde 1947 umbenannt, gehörte zunächst zum Dorfsowjet Tischinski und wurde vor 1975 verlassen.             |
| Prudki (Прудки)             | Knauten                                        | Der Ort wurde 1947 umbenannt und gehörte zunächst zum Dorfsowjet Tischinski.                                       |
| Sergejewo (Сергеево)        | Klein Lauth                                    | Der Ort wurde 1950 umbenannt und gehörte zunächst zum Dorfsowjet Wladimirowski im Rajon Kaliningrad.               |
| Slawjanowka (Славяновка)    | Romitten                                       | Der Ort wurde 1947 umbenannt und gehörte zunächst zum Dorfsowjet Tischinski.                                       |
| Soldatskoje (Солдатское)    | Lewitten, Pilgrim und Schwellienen             | Die Orte wurden 1947 umbenannt.                                                                                    |
| Starosselje (Староселье)    |                                                | Ortslage vermutlich bei Strelnja                                                                                   |
| Strelnja (Стрельня)         | Gut Schrombehnen, Schrombehnen und Schultitten | Der Ort wurde 1947 umbenannt. Das ehemalige Gut Schrombehnen wurde vor 1975 als Moskowskoje (wieder) eigenständig. |
| Tambowskoje (Тамбовское)    | Karlshof und Vierzighuben                      | Der Ort wurde 1947 umbenannt.                                                                                      |

### Gwardeiskoje selskoje posselenije 2008–2016

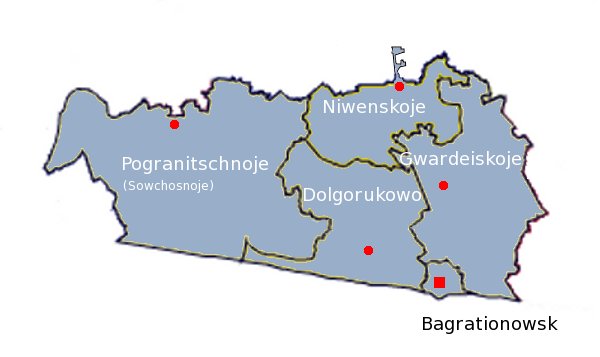
Die Lage der Landgemeinde Gwardeiskoje selskoje posselenije im Osten des Rajons Bagrationowsk

Die Landgemeinde Gwardeiskoje selskoje posselenije (ru. Гвардейское сельское поселение) wurde im Jahr 2008 eingerichtet. Ihr waren 31 jeweils als „Siedlung“ (russisch: possjolok) eingestufte Ortschaften zugeordnet. Sie gehörten vorher zu den Dorfbezirken Gwardeiski selski okrug, Nadeschdinski selski okrug, Orechowski selski okrug und Tschechowski selski okrug. Im Jahr 2017 ging die Gemeinde in den neu geschaffenen Stadtkreis Bagrationowsk auf.
| Ortsname                              | deutscher Name                                                                                     |  | Ortsname                  | deutscher Name                     |
| ------------------------------------- | -------------------------------------------------------------------------------------------------- |  | ------------------------- | ---------------------------------- |
| Berjosowka (Берёзовка)                | Groß Sausgarten, Naunienen, Pieskeim sowie Genditten, Kniepitten, Perkuiken, Sossehnen und Tolkeim |  | Ossokino (Осокино)        | Groß Waldeck                       |
| Bolschakowskoje (Большаковское)       | Leidtkeim                                                                                          |  | Pessotschnoje (Песочное)  | Gallitten und Palpasch             |
| Bolschoje Osjornoje (Большое Озёрное) | Klein Sausgarten                                                                                   |  | Prudki (Прудки)           | Knauten                            |
| Borowoje (Боровое)                    | Bekarten, Melonkeim und Rohrmühle                                                                  |  | Rjabinowka (Рябиновка)    | Schmoditten                        |
| Dubki (Дубки)                         | Neucken                                                                                            |  | Sagorodnoje (Загородное)  | Schloditten                        |
| Gwardeiskoje (Гвардейское)            | Mühlhausen                                                                                         |  | Sergejewo (Сергеево)      | Klein Lauth                        |
| Iljuschino (Ильюшино)                 | Bönkeim und Johannisberg                                                                           |  | Slawjanowka (Славяновка)  | Romitten                           |
| Kurskoje (Курское)                    | (zu) Althof (Wohnplatz)                                                                            |  | Snamenskoje (Знаменское)  | Kutschitten                        |
| Maloje Osjornoje (Малое Озёрное)      | Auklappen                                                                                          |  | Soldatskoje (Солдатское)  | Lewitten, Pilgrim und Schwellienen |
| Marijskoje (Марийское)                | Weißenstein                                                                                        |  | Solnetschnoje (Солнечное) | Thomsdorf                          |
| Minino (Минино)                       | Bögen                                                                                              |  | Starosselje (Староселье)  |                                    |
| Moskowskoje (Московское)              | Schrombehnen                                                                                       |  | Strelnja (Стрельня)       | Schultitten                        |
| Nadeschdino (Надеждино)               | Lampasch                                                                                           |  | Tambowskoje (Тамбовское)  | Karlshof und Vierzighuben          |
| Newskoje (Невское)                    | Fabiansfelde und Groß Lauth                                                                        |  | Tischino (Тишино)         | Abschwangen                        |
| Nowosjolki (Новосёлки)                | Klein Waldeck                                                                                      |  | Tschechowo (Чехово)       | Uderwangen                         |
| Orechowo (Орехово)                    | Althof, Kr. Preußisch Eylau                                                                        |  |                           |                                    |

## Kirche
(Kirche und Pfarrerliste siehe Hauptartikel Dorfkirche Gwardeiskoje)

### Kirchengebäude

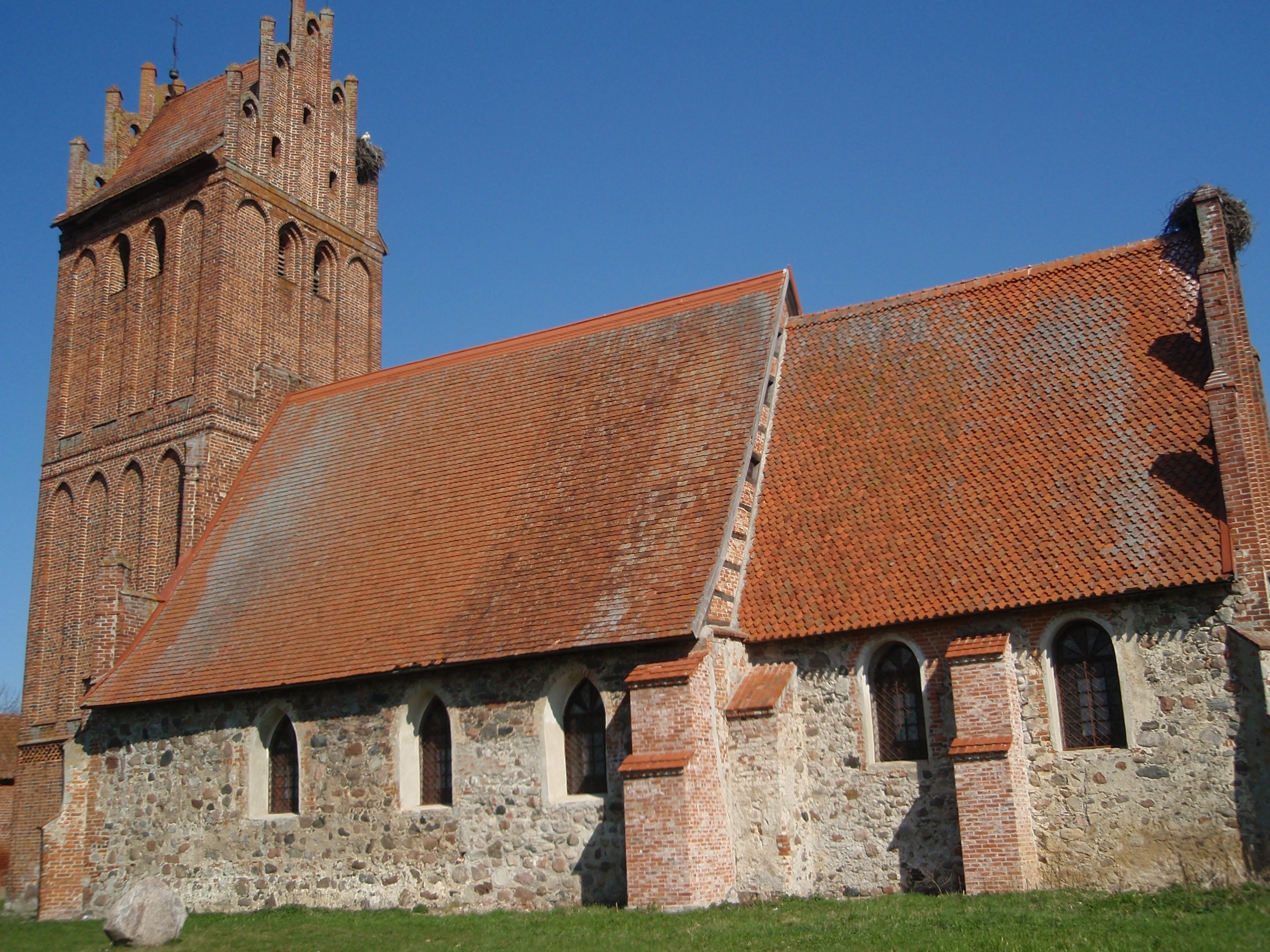
Wiederhergestellte Dorfkirche in Mühlhausen 2011

Die Kirche in Mühlhausen galt vor 1945 als schönste Landkirche Ostpreußens, weil ihre Ausstattung wie aus einem Guss zwischen 1693 und 1698 von dem Holzbildhauer Isaak Riga und dem Maler Gottfried Hinz ausgeführt wurde.
Die erste Kirche, die aus dem frühen 14. Jahrhundert stammte, wurde gegen Ende des 15. Jahrhunderts von Daniel von Kunheim durch eine neue ersetzt. Im Kriegsjahr 1945 wurde das Gebäude kaum beschädigt. Danach allerdings wurden die Kunstschätze wie die Bilder der Kirchenpatrone sowie mehrere Gemälde von Lucas Cranach, die Mitglieder der Familie Luther zeigten, entwendet. Die Kirche wurde dann als Lagerhalle zweckentfremdet. In der Sakristei richtete man eine Mühle ein, mit der Mischfutter hergestellt wurde. In der Südmauer brach man eine LKW-Zufahrt heraus, und die Fenster wurden zugemauert. Der Gebäudezustand wurde 1992 als „in starkem Verfall begriffen“ charakterisiert.
Im Jahre 1993 wurde die Kirche an die neugeschaffene evangelisch-lutherische Propstei Kaliningrad übergeben. Mit starker Hilfe aus Deutschland wurde das Gebäude so hergerichtet, dass seit 1999 wieder Gottesdienste gefeiert werden können. Der 29 Meter hohe Turm erhielt im Sommer 2010 eine funkgesteuerte Turmuhr. Den einzigen Rest der ehemaligen reichen Innenausstattung bildet ein Teil der Holztonnendecke aus dem Jahre 1695. Diese wurde inzwischen wie ein Wandbild mit dem Titel "Das Jüngste Gericht" aus dem 15. Jahrhundert renoviert.
In der Kirche befindet sich die Grabstätte von Margarete von Kunheims (* 17. Dezember 1534 in Wittenberg; † 1570), der Tochter Martin Luthers.

### Kirchengemeinde
Während vor 1945 die zahlenmäßig wenigen katholischen Kirchenglieder von der Pfarrei in Preußisch Eylau (heute russisch: Bagrationowsk) betreut wurden, war Mühlhausen mit seinen seit der Reformation mehrheitlich evangelischen Einwohnern das Pfarrdorf für ein weit ausgedehntes Kirchspiel. Es gehörte bis 1945 zum Kirchenkreis Preußisch Eylau in der Kirchenprovinz Ostpreußen der Kirche der Altpreußischen Union.
Aufgrund von Flucht und Vertreibung der einheimischen Bevölkerung kam nach 1945 das kirchliche Leben zum Erliegen. Nach dem Zerfall der Sowjetunion 1990/91 jedoch kamen einige Russlanddeutsche in das nun Gwardeiskoje genannte Dorf, und es entstand wieder eine evangelische Gemeinde, die das frühere Gotteshaus dann auch in Besitz nahm. Gwardeiskoje ist jetzt Filialdorf der Pfarrei der Auferstehungskirche in Kaliningrad und gehört zur Propstei Kaliningrad innerhalb der Evangelisch-Lutherischen Kirche Europäisches Russland.

### Kirchspielorte (bis 1945)
Zum Kirchspiel Mühlhausen gehörten vor 1945 neben Mühlhausen selbst:
| Name (bis 1946) | Russischer Name |  | Name (bis 1946) | Russischer Name |
| --------------- | --------------- |  | --------------- | --------------- |
| Karlshof        | Tambowskoje     |  | Romitten        | Slawjanowka     |
| Knauten         | Prudki          |  | Schultitten     | Strelnja        |
| Louisenthal     |                 |  | Storkeim        | Gromowo         |
| Perkuiken       | Berjosowka      |  | Vierzighuben    | Tambowskoje     |

## Persönlichkeiten des Ortes
- Johann Friedrich Schultz (1739–1805), evangelischer Theologe, Mathematiker und Philosoph.

### Mit dem Ort verbunden
- Caspar Henneberger (1529–1600), Kartograph und Chronist, war von 1560 bis 1589 Pfarrer in Mühlhausen, bevor er nach Königsberg wechselte.
- Margarete von Kunheim (1534–1570), Tochter des Reformators Martin Luther, lebte in Mühlhausen als Gutsfrau von 1555 bis zu ihrem Tode und wurde in einer späteren Familiengruft vor dem Altar der Kirche beigesetzt.
- Samuel Traugott Milsch (1780–1846), wirkte als Pädagoge und Pfarrer (1807–1846) in Mühlhausen.

## Verkehr
Durch den Ort verläuft die russische Regionalstraße 27A-017 (ex A 195, ehemalige deutsche Reichsstraße 128), die die Oblasthauptstadt mit der Kreisstadt verbindet und weiter in das heute polnische Staatsgebiet als Landesstraße 51 nach Bartoszyce (Bartenstein) und Olsztyn (Allenstein) führt.
Die nächste Bahnstation von Gwardeiskoje ist das vier Kilometer nordwestlich gelegene Moskowskoje (Schrombehnen) an der russischen Staatsbahnlinie von Kaliningrad mit Endhalt in Bagrationowsk (ehemalige Bahnstrecke Königsberg – Rastenburg (heute polnisch: Kętrzyn) – Lyck (Ełk) – Prostken (Prostki) der Ostpreußischen Südbahn).